# Filippo Lombardi
Filippo Lombardi, né le 29 mai 1956 à Bellinzone (originaire d'Airolo), est un journaliste et homme politique suisse, membre du Parti démocrate-chrétien (PDC).
Il est député du canton du Tessin au Conseil des États de 1999 à 2019 et le préside en 2012-2013.

## Biographie
Originaire d'Airolo, fils de l'ingénieur Giovanni Lombardi (de) et de Christiane Ducotterd, Filippo Lombardi suit l'école élémentaire à Locarno, le gymnase et le lycée au collège Papio d'Ascona puis étudie le droit et la politique économique à l'Université de Fribourg où il est, de 1979 à 1991[réf. souhaitée], assistant en droit canonique.
Entre 1987 et 1996, il est directeur du journal tessinois Giornale del Popolo (de) basé à Lugano et, en 1996, fonde la télévision privée TeleTicino (dont il est président du conseil d'administration de 1996 à 1999 puis directeur général à partir de 1999). De 2001 à 2012, il préside le comité directeur de Telesuisse, association de chaînes de télévision privées suisses. Il est également délégué au conseil d'administration de Radio 3i (it) et préside depuis 2009 le club de hockey sur glace du HC Ambri-Piotta.
Filippo Lombardi est père de deux enfants.
À l'armée, il a le grade de capitaine.

## Parcours politique

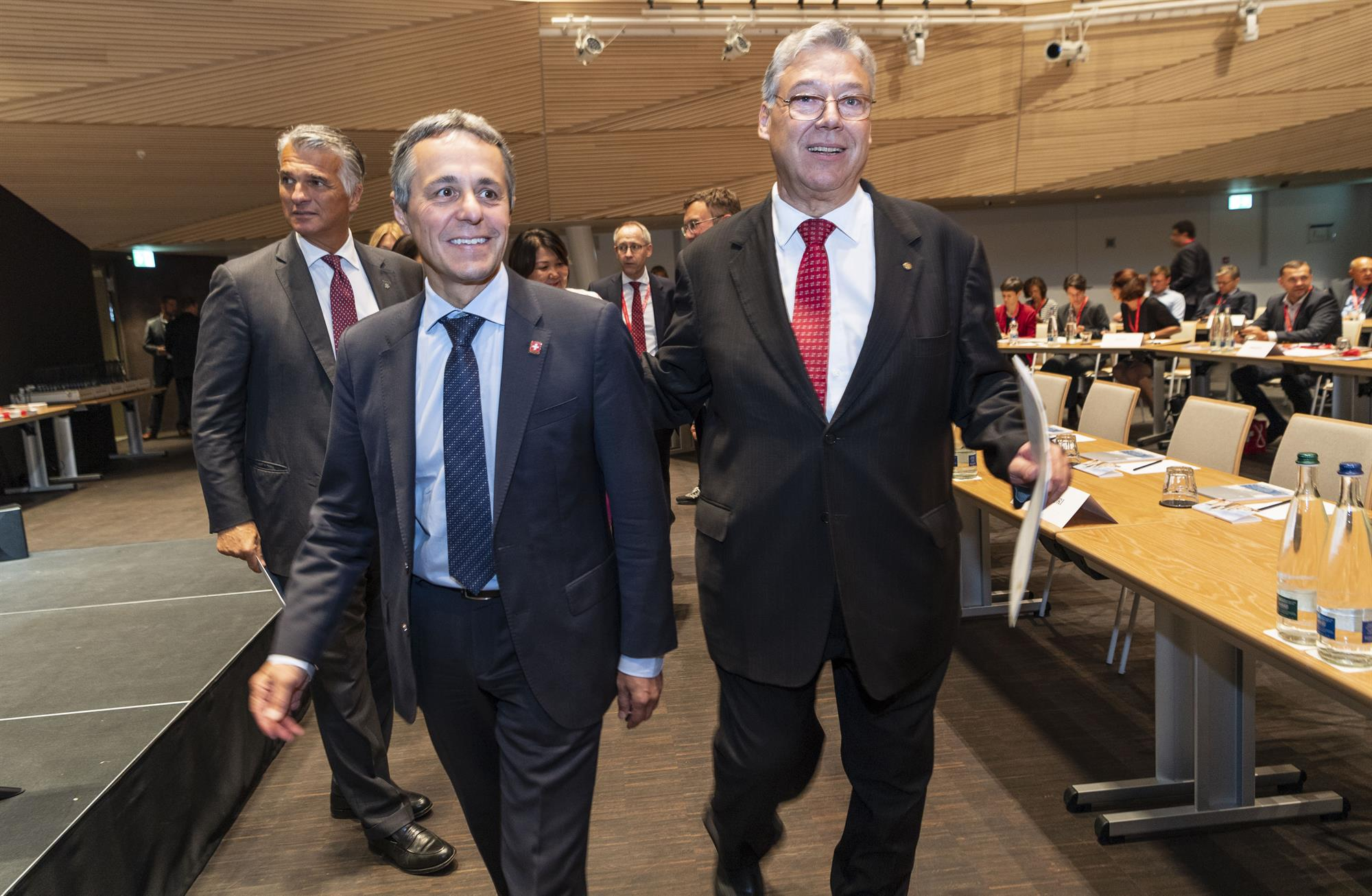
Lombardi, avec Ignazio Cassis (conseiller fédéral) et Sergio Ermotti (CEO d'UBS), en 2019.

De 1977 à 1980, Filippo Lombardi est vice-président du mouvement des jeunes PDC tessinois et membre du comité suisse des jeunes PDC, responsable des relations internationales. De 1981 à 1987, il est secrétaire général des Jeunes chrétiens-démocrates européens, les actuels Jeunes du Parti populaire européen, à Bruxelles. En parallèle, de 1984 à 1987, il siège comme conseiller communal à Minusio. Entre 1995 et 1998, il est membre du bureau exécutif de l'Internationale démocrate centriste[réf. nécessaire].
Lors des élections fédérales de 1999, Filippo Lombardi est élu pour représenter le canton du Tessin au Conseil des États. Il siège notamment à la Commission de gestion (CdG) de 1999 à 2003, puis de 2007 à 2010, à la Commission des transports et des télécommunications (CTT) de 1999 à 2015, à la Commission de l'environnement, de l'aménagement du territoire et de l'énergie (CEATE) de 1999 à 2015 (président de 2007 à 2009), à la Commission des finances (CdF) de 2003 à 2007 et à la Commission des institutions politiques (CIP) de 2007 à 2019. Le 26 novembre 2012, il est élu président du Conseil des États pour la période 2012-2013, devenant le premier Tessinois à occuper cette fonction en 25 ans. En 2014, il devient président du groupe parlementaire PDC à l'Assemblée fédérale.
Le 17 novembre 2019, il manque pour 45 voix au second tour sa cinquième réélection au Conseil des États face à Marco Chiesa (UDC) et Marina Carobbio (PS).
Le 18 avril 2021, il est élu à la municipalité de la ville de Lugano, reprenant le siège du PDC sortant Angelo Jelmini.
Le 20 août 2021, il est élu à la présidence de l'Organisation des Suisses de l'étranger, après en avoir été vice-président depuis 2015.